# Kagalaska Island
Kagalaska Island ist eine kleine Insel der Andreanof Islands, einer Inselgruppe im Südwesten der Aleuten. 
Die zum US-Bundesstaat Alaska zählende, unbewohnte Insel hat eine Landfläche von knapp 164 km², ist 14,5 km lang und rund 11 km breit. Sie liegt nur wenige hundert Meter östlich vor Adak Island.